# 1813 год в литературе
1813 год в литературе ознаменован выходом некоторых новых книг, таких как «Гордость и предубеждение» Джейн Остин, «Life of Nelson» Роберта Саути, «Sufficient Reason» Артура Шопенгауэра и «Queen Mab» Шелли.

## События
- Роберт Саути стал поэтом-лауреатом Великобритании
- Состоялось успешное представление трагедии «Remorse» Сэмюэла Тейлора Кольриджа в Друри-Лейн.
- В 1813 году состоялся творческий дебют Александра Сергеевича Пушкина.

## Премии
- Нет перечня

## Книги
- «Гордость и предубеждение» — роман Джейн Остин (первая публикация).
- «Гяур» — повесть (первая «восточная поэма») Джорджа Байрона.
- «Абидосская невеста» — повесть (вторая «восточная поэма») Джорджа Байрона.

## Родились
- 13 января — Людевит Фаркаш, хорватский и иллирийский писатель, поэт, драматург (умер в 1893).
- 2 мая — Каролина Ли Гаскуань, английская писательница и поэтесса (умерла в 1883).
- 3 мая — Жан-Пьер Фелисьен Мальфиль, французский драматург и прозаик (умер в 1868).
- 6 мая — Клод-Эмиль Жолибуа, французский писатель (умер 1894).
- 19 мая — Блаз де Бюри, французский писатель, поэт, драматург, литературный критик (умер в 1888).
- 5 августа — Ивар Осен, норвежский лингвист и поэт, создатель норвежского литературного языка (умер в 1896).
- 20 августа — Владимир Александрович Соллогуб, русский писатель (умер в 1882).
- 22 августа — Иосиф Бойслав Пихль, чешский писатель (умер в 1888).
- 24 сентября — Эпес Сарджент, американский поэт, писатель и драматург (умер в 1880).
- 24 ноября (6 декабря) — Николай Платонович Огарёв, поэт, публицист, русский революционер (умер в 1877).

## Скончались
- 20 января — Кристоф Мартин Виланд, немецкий поэт (родился в 1733).
- 26 июня — Жан-Франсуа Кэльява д’Эстанду, французский писатель, поэт, критик (род. в 1731).
- 12 ноября — Жан де Кревкёр (Jean de Crevecoeur), франко-американский писатель.
- 11 августа — Генри Джеймс Пай (Henry James Pye), британский поэт-лауреат.